# Récif Pearson
Le récif Pearson  connue sous le nom d'île Phan Vinh (en vietnamien Đảo Phan Vinh, en anglais Pearson Reef, en tagalog Bahura ng Hizon, en mandarin Bìshēng jiāo (en sinogrammes 毕生礁)), est un récif des îles Spratleys dans la mer de Chine méridionale. Le récif est occupé par le Viêt Nam depuis 1978. Il est également revendiqué par la république populaire de Chine, les Philippines, le Viêt Nam et Taïwan,,.

## Caractéristiques

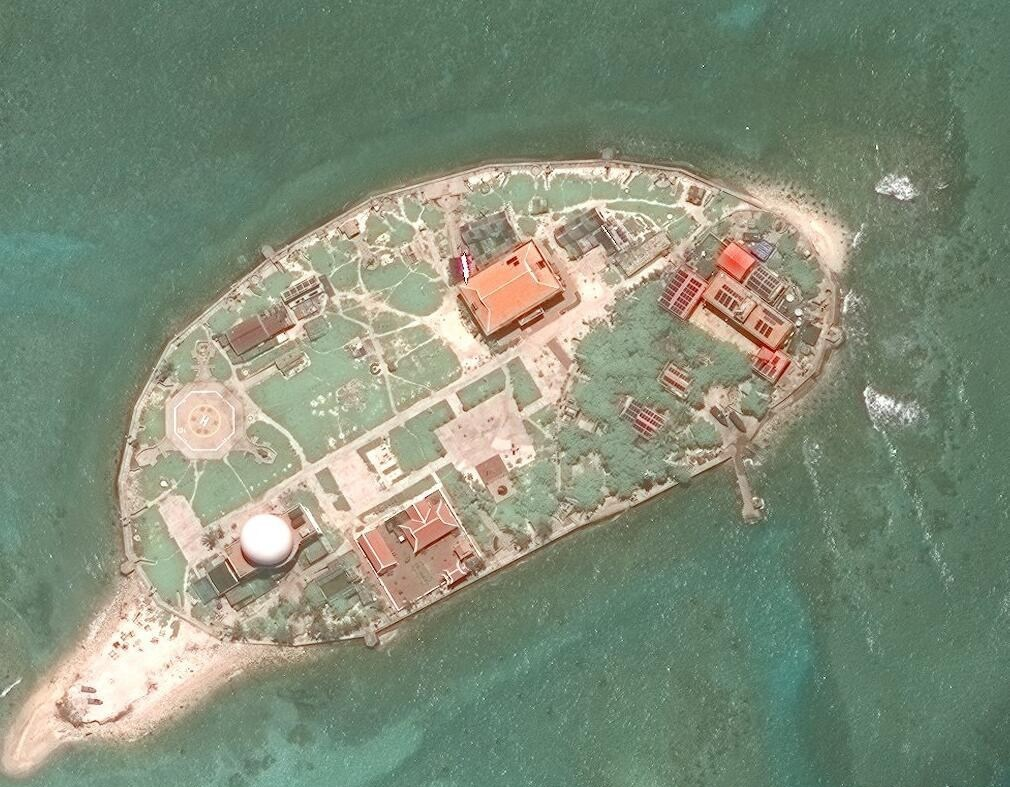
Île Phan Vinh (Đảo Phan Vinh)

Le récif Pearson mesure environ 9 km de long et environ 1,8 km de large et au milieu se trouve un lagon fermé de 3 à 6 mètres de profondeur. La superficie totale de ce récif corallien est de 14,75 km2, dont la superficie du récif est de 2,72 km2.

### Île Phan Vinh
Au nord-est du récif Pearson se trouve une île naturelle, nommée île Phan Vinh (đảo Phan Vinh), anciennement connue sous le nom d'île Hon Sap (Đảo Hòn Sập) au Viêt Nam. L'île a une forme annulaire. Elle a une longueur de 290 mètres, une largeur de 140 mètres et se trouve sur un récif corallien de 4,9 milles marins (9,1 km) de long qui suit également l'axe nord-est-sud-ouest. L'île possède une superficie naturelle d'environ 2,4 hectares. L'île appartient au groupe Spratley (cụm Trường Sa) de l'île Spratley et est située à environ 14,5 milles marins (27 km) au nord-ouest du récif Alison (récif Toc Tan, đá Tốc Tan).

### Îlot Phan Vinh B
Il existe également une structure en béton appelée îlot Phan Vinh B (đảo chìm Phan Vinh B) située à l'ouest à environ 3,3 milles marins (6,1 km) à l'ouest-sud-ouest de l'île Phan Vinh, avec les coordonnées 8° 57′ 33″ N, 113° 39′ 12″ E. Sur l'îlot Phan Vinh B, il y a 3 maisons durables (construites il y a de nombreuses années) qui sont reliées entre elles par une large route en béton et disposent d'un héliport permettant aux hélicoptères de décoller et d'atterrir en cas de missions de sauvetage.

### Expansion par le Viêt Nam
En octobre 2021, le Viêt Nam a commencé le dragage et l'expansion de l'accrétion sur 3 éléments : l'île Phan Vinh, l'île Namyit et la caye Sand. 
En décembre 2022, le Viêt Nam a gagné près de 170 hectares de terre sur la mer sur une année et près 218,5 hectares sur une décennie dans l'archipel des Spratleys, notamment sur le récif Pearson atteignant une superficie de 48,2 hectares,.
Selon les images prises par le satellite Sentinel-2 de l'Agence spatiale européenne, en juin 2023, l'île Phan Vinh s'est agrandie d'une superficie d'environ 50 hectares de terres émergées, 1,6 km de long et 600 m de large avec une écluse au milieu de l'île.
Entre décembre 2022 et novembre 2023, le Viêt Nam a créé 133,5 hectares supplémentaires de terres sur des rochers et des récifs au sein de l'archipel des Spratleys portant le total de la campagne actuelle de constructions à 304,5 hectares, selon le rapport de l'Asia Maritime Transparency Initiative. Le dragage des décharges et du port s'est poursuivi sur le récif Pearson, où 66 hectares ont été ajoutés depuis le début des travaux en 2021,.

## Environnement et infrastructures
L'île Phan Vinh n'a pas de source d'eau douce, mais il y a quelques arbres verts tels que le badamier de l'Inde, le filao, Ipomoea pes-caprae, Thespesia populnea, le banian du Pacifique, etc.
Sur l'île Phan Vinh, il existe des travaux de génie civil tels que des systèmes d'énergie éolienne et solaire, des maisons culturelles, des cliniques, etc.
Il existe un établissement religieux sur l'île, la pagode Vinh Phuc (chùa Vinh Phúc).
Le Viêt Nam a construit la station radar 44 (T44) sur l'île Phan Vinh, qui peut être observée dans un rayon de 300 km autour de l'ensemble des îles Spratleys dans la mer de Chine méridionale.

## Histoire
Le récif Pearson a été observé par Pearson, commandant du Bahamian, en 1843
Avant 1978, l'île Phan Vinh était nommée île Hon Sap par le Viêt Nam. Début 1978, la situation dans les îles Spratleys est compliquée, les Philippines envoient des troupes pour occuper la plage d'An Nhon (anciennement connue sous le nom de récif de Lan Can), certains pays envoient de nombreux navires vers l'archipel de Truong Sa. Sa. La marine Viêt Namienne a décidé d'organiser rapidement ses forces pour conserver les îles du centre de la caye du récif London Central, du récif Grierson, de l'île Phan Vinh et de la caye Amboyna.
Le 30 mars 1978, un détachement de 31 personnes du régiment 146, région navale 4, commandé par le sous-lieutenant Vũ Xuân Hà, accompagné du commandant du régiment Cao Ánh Đăng à bord du navire 680 de la division 128, était stationné sur l'île Phan Vinh.
L'île Phan Vinh, comme l'appellent les Vietnamiens, vient du nom du héros des forces armées populaires (en), le lieutenant Nguyễn Phan Vinh (vi) (1933 – 1968, originaire de Dien Ban, Quang Nam), qui fut le capitaine de nombreux navires innombrables lors de la guerre du Viêt Nam.

## Image

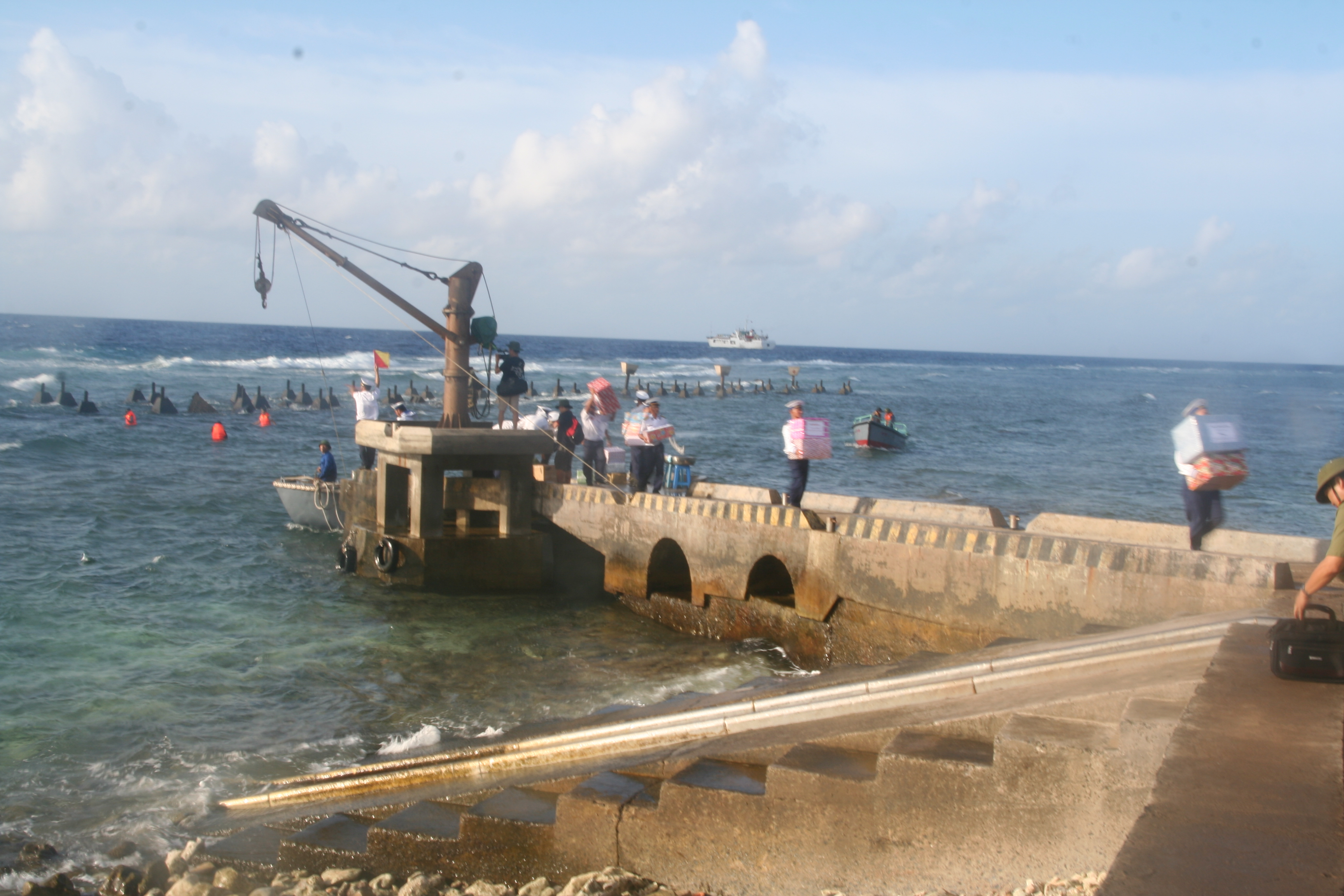
Quai sur l'île Phan Vinh.